# Action de grâce (Canada)
Cet article concerne la fête canadienne. Pour la fête américaine, voir Thanksgiving (États-Unis) et Thanksgiving.
L’Action de grâce (en anglais : Thanksgiving) est célébrée au Canada  le deuxième lundi d'octobre  pour célébrer les récoltes et rendre grâce des bonheurs reçus pendant l’année. La date est fixée par une proclamation du Parlement canadien du 31 janvier 1957 créant « Une journée pour rendre grâce au Dieu tout-puissant des récoltes abondantes dont jouit le Canada » .
L'Action de grâce américaine (Thanksgiving) est quant à elle célébrée en novembre.

## Histoire

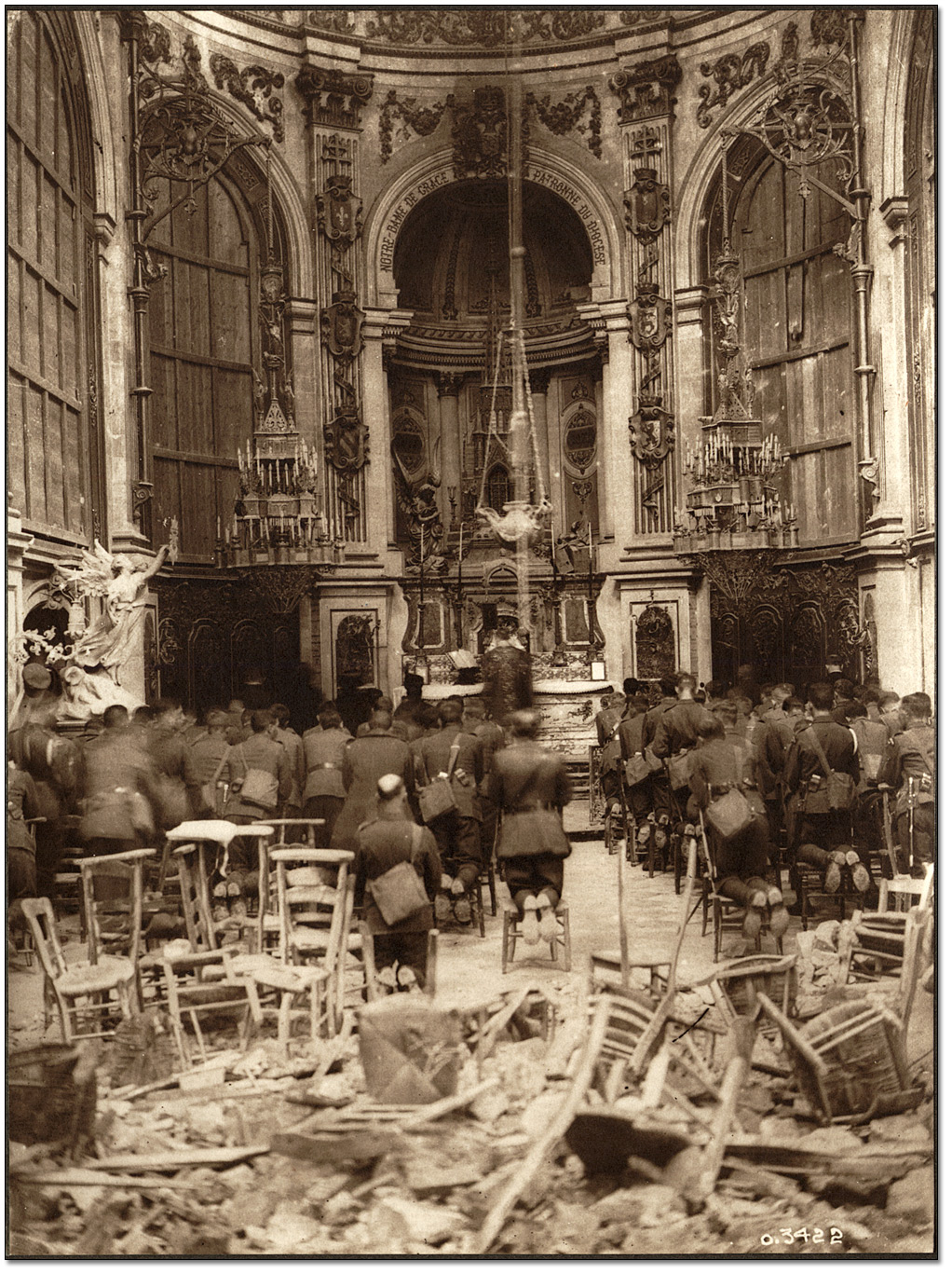
Troupes canadiennes célébrant l'action de grâce dans la cathédrale Notre-Dame-de-Grâce de Cambrai, 1918. Archives publiques de l'Ontario.

L'Action de grâce trouve son origine dans les fêtes de la moisson célébrées dans les sociétés paysannes européennes. 
Selon certains , la première Action de grâce en Amérique du Nord eut lieu en Floride française. Le 30 juin 1564, l'explorateur français René de Goulaine de Laudonnière a appelé à une fête pour célébrer l'établissement du fort Caroline, près de l'actuel Jacksonville. Laudonnière avait atteint la côte de la Floride le 22 juin, puis remontait la voie navigable que Jean Ribault, deux ans plus tôt, avait surnommée la rivière de Mai ; aujourd'hui, on la connait sous le nom de rivière St. John. Les Autochtones Timucua ont chaleureusement accueilli les huguenots français et ont aidé à préparer une fête en leur honneur. « [J]e commandai que  l'on sonnât une trompette, afin qu'étant assemblés nous rendissions grâces à Dieu, de notre arrivée favorable et heureuse. Là nous chantâmes des louanges au Seigneur, le suppliant vouloir par la sainte grâce, continuer son accoutumée bonté, envers nous ses pauvres serviteurs» .
D'autres attribuent la première Action de grâce en Amérique du Nord à Martin Frobisher qui, durant sa recherche du passage du Nord-Ouest en 1578, s'est arrêté avec son équipage sur l'île de Baffin pour rendre grâce à Dieu d'être toujours en bonne santé .
En 1763, les habitants d'Halifax célèbrent une fête d'action de grâce à l'occasion de la fin de la guerre de Sept Ans. La fête est ensuite célébrée à différentes dates, dont le troisième jeudi d'octobre. Le Parlement canadien proclame en 1879 le 6 novembre comme jour d'Action de grâce. Après la Première Guerre mondiale, l'Action de grâce et le jour du Souvenir sont célébrés en même temps.
Finalement, le 31 janvier 1957, le Parlement fixe la date du deuxième lundi d'octobre.

## Célébrations
L'Action de grâce est un jour chômé dans la plupart des provinces et territoires avec les provinces atlantiques de l'Île-du-Prince-Édouard, Terre-Neuve-et-Labrador, le Nouveau-Brunswick et la Nouvelle-Écosse faisant exception . Les entreprises sous régime fédéral (telles que les télécommunications ou les banques) reconnaissent l'Action de grâce comme un jour chômé quelle que soit la province , , , , .
L'Action de grâce correspond à une fête de la récolte dont les décorations sont des cornes d'abondance, des citrouilles et autres symboles de récoltes abondantes.
La fête étant célébré un lundi, les Canadiens se réunissent souvent durant la longue fin de semaine. La nourriture traditionnellement servie au Canada anglais comprend une dinde, de la farce, de la purée avec de la sauce gravy ou de canneberge et d'autres légumes d'automne, et des tartes à la citrouille.
Des parades peuvent être organisées comme la parade de la Kitchener-Waterloo Oktoberfest. La Ligue canadienne de football organise le Classique de l'Action de grâce.
Aux États-Unis, le jour de l'Action de grâce canadienne correspond au jour de Christophe Colomb depuis 1971. Les villes américaines qui accueillent de nombreux touristes canadiens organisent généralement leurs festivals d'automne pendant cette fin de semaine.